# Jean-Philippe Mateta
Jean-Philippe Mateta (Sevran, 28 de junho de 1997) é um futebolista francês que atua como atacante. Atualmente joga pelo Crystal Palace.

## Início da vida
Mateta nasceu em Sevran, filho de pai congolês e mãe francesa. Seu pai é um ex-jogador de futebol profissional que jogou no Congo e em Liège, na Bélgica.

## Carreira nos clubes

### Lyon
Em setembro de 2016, Mateta assinou com o Lyon, da Ligue 1, do Châteauroux, em um contrato de cinco anos por uma taxa de €2 milhões, com mais €3 milhões possíveis em bônus. Seu antigo clube também manteve uma cláusula de venda de 20% sobre o jogador.
Mateta fez sua estreia pelo time da Ligue 1 em 21 de setembro de 2016 contra o Montpellier, substituindo Maxwel Cornet após 76 minutos em uma vitória em casa por 5 a 1. Ele jogou sua próxima partida quatro meses depois na Coupe de France, novamente entrando no lugar de Cornet contra o Montpellier, no minuto 76 de uma vitória em casa por 5 a 0. Ele fez sua primeira partida na Ligue 1 contra o AS Monaco em 23 de abril de 2017. Ele jogou 65 minutos, antes de ser substituído por Mathieu Valbuena em uma derrota em casa por 2 a 1.

#### Le Havre
Em julho de 2017, ele se juntou ao Le Havre, da Ligue 2, por um empréstimo de uma temporada. Mateta marcou 19 gols em 37 partidas da Ligue 2 na temporada 2017-18.

### Mainz 05
Em 29 de junho de 2018, Mateta se juntou ao clube da Bundesliga 1. FSV Mainz 05 em um contrato de quatro anos. Sua chegada foi a contratação mais cara da história do clube. Ao assinar com o clube, o jogador foi comparado favoravelmente aos ex-atacantes do Mainz Aristide Bancé e Ádám Szalai, bem como ao ex-jogador do 1. FC Köln e do 1899 Hoffenheim Anthony Modeste.
Em 5 de abril de 2019, Mateta marcou seu primeiro hat-trick profissionalmente na vitória por 5 a 0 sobre o SC Freiburg.

### Crystal Palace
Em 21 de janeiro de 2021, Mateta assinou com o clube inglês Crystal Palace em um contrato de empréstimo inicial de dezoito meses. O Crystal Palace supostamente pagou uma taxa de empréstimo de €3 milhões e garantiu uma opção de contratar Mateta permanentemente por mais €15 milhões. Ele fez sua estreia em 8 de fevereiro em uma derrota por 2 a 0 fora de casa para o Leeds United. Em 22 de fevereiro de 2021, Mateta marcou seu primeiro gol pelo Palace, um chute de calcanhar, em uma vitória por 2 a 1 fora de casa sobre o rival Brighton & Hove Albion. O acordo foi tornado permanente em 31 de janeiro de 2022.
Durante a temporada 2022-23, Mateta foi restrito a apenas seis partidas na liga, com Odsonne Édouard preferido como atacante titular do Crystal Palace. Em 1º de abril de 2023, Mateta saiu do banco e marcou um gol da vitória no último minuto contra o Leicester City, garantindo que o Palace encerrasse sua sequência de treze partidas sem vitórias na Premier League com o retorno de Roy Hodgson ao clube, e encerrou uma sequência pessoal de 28 aparições sem um gol.

## Carreira internacional
Em 3 de junho de 2024, Mateta foi nomeado para o time provisório da França do técnico Thierry Henry antes dos Jogos Olímpicos de Paris. Selecionado no elenco final como um dos três jogadores maiores de idade, ele marcou o único gol no jogo das quartas de final contra a Argentina para enviar a França para a próxima fase. Durante a semifinal contra o Egito, ele marcou dois gols na vitória da França por 3 a 1. Ele marcou um gol de empate aos 93 minutos na final contra a Espanha para levar a partida para a prorrogação, embora a Espanha tenha vencido por 5 a 3.

## Títulos
Crystal Palace
- Copa da Inglaterra: 2024–25[28]
- Supercopa da Inglaterra: 2025[29]

França sub-23
- Jogos Olímpicos: 2024 (medalha de prata)[27]